# Zatoka Sueska
Zatoka Sueska (arab. ‏خليج السويس Khalij as-Suways‎) – zatoka na północno-zachodnim końcu Morza Czerwonego. Między Półwyspem Synaj a wschodnim wybrzeżem Afryki. Terytorialnie należy do Egiptu. Morze Czerwone na północnym końcu rozdziela się na dwie części, oblewając Półwysep Synaj od zachodu zatoką Sueską a od wschodu zatoką Akaba. Zatoka Sueska jest relatywnie młoda, w przybliżeniu 40 milionów lat.. Długość zatoki wynosi 325 km, szerokość 15 do 55 km, a głębokość do 80 m. Rozciąga się od południowego krańca Półwyspu Synaj do Suezu, gdzie rozpoczyna się Kanał Sueski. Tworzy granicę między Afryką a Azją. Na zatoce są liczne wysepki i rafy koralowe.

## Gospodarka
Zatoka jest połączona Kanałem Sueskim z Morzem Śródziemnym. Głównym portem jest Suez. Przez zatokę i kanał prowadzi jeden z głównych morskich szlaków tranzytowych. Z dna morskiego wydobywa się gaz ziemny.
W porcie Ajn Suchna nad zatoką po przepompowaniu ropy z tankowców przesyłana jest ona rurociągiem Sumed do terminalu Sidi Kerir nad Morzem Śródziemnym. Dwie równoległe nitki o średnicy 42 cali należą w połowie do państwowej egipskiej EGPC oraz kompanii: saudyjskiej Saudi Aramco, ADNOC ze Zjednoczonych Emiratów Arabskich, katarskiej OGPC i trzech spółek kuwejckich.

## Wraki statków

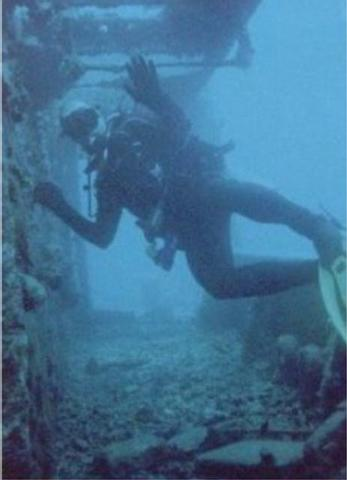
Nurek nad krytym przejściem poniżej mostka SS Thistlegorm

Najbardziej znanymi wrakami są Dunraven i Thistlegorm.

### Dunraven
Brytyjski statek parowy, zbudowany w roku 1873 w stoczni w Newcastle upon Tyne. Przewożąc przyprawy i złoto z Indii, zatonął w roku 1876, po uderzeniu w rafę. Leży na głębokości 30 m w pobliżu rafy, obrócony do góry dnem. Wrak ma 80 m długości i 10 m szerokości.

### Thistlegorm
Statek handlowy zbudowany w 1940 r. Miał 126 m długości i 17.5 m szerokości. W październiku 1941 r. opłynął Afrykę i wpłynął na wody Morza Czerwonego. Wypełniony zapasami przeznaczonymi dla Północnej Afryki. Zatonął zbombardowany przez bombowce niemieckie. Ładownia jest dostępna dla nurków. Wewnątrz można zobaczyć ciężarówki, motory, skrzydła samolotów, silniki, pociągi, amunicję i pojazdy opancerzone.

## Wyciek ropy w 2010 roku
14 czerwca 2010 na południowo-zachodnim krańcu Zatoki Sueskiej w rejonie Hurghady nastąpił wyciek ropy, prawdopodobnie z tankowca. Wybrzeże zostało zanieczyszczone na długości 160 km. W pięciu miejscach ropa zanieczyściła rafy koralowe. Stworzyła też zagrożenie dla pobliskiego rezerwatu przyrody morskiej.